# Joyce Heron
Joyce Heron (* 28. Oktober 1964 in Paisley) ist eine ehemalige britische Judoka, die 1993 Weltmeisterschaftsdritte war.

## Sportliche Karriere
Die 1,47 m große Joyce Heron kämpfte im Superleichtgewicht, der Gewichtsklasse bis 48 Kilogramm. Ihre internationale Karriere begann erst 1992 nach dem Rücktritt von Karen Briggs. Bei den Weltmeisterschaften 1993 in Hamilton bezwang sie im Viertelfinale die Ungarin Klára Vészi; im Halbfinale unterlag sie der Chinesin Li Aiyue. Mit einem Sieg über María Elena Villapol aus Venezuela sicherte sich Heron eine Bronzemedaille. Anderthalb Jahre später unterlag sie bei den Europameisterschaften 1995 in Birmingham im Viertelfinale der Ukrainerin Halina Tomyak. Mit Siegen über die Polin Małgorzata Roszkowska, die deutsche Jana Perlberg und die Italienerin Giovanna Tortora erkämpfte Heron Bronze.
1996 startete Joyce Heron bei den Olympischen Spielen in Atlanta. Nach einer Niederlage gegen die Spanierin Yolanda Soler im Achtelfinale bezwang sie in der Trostrunde die Kanadierin Carolyne Lepage und schied dann gegen Małgorzata Roszkowska aus. 1997 belegte Heron noch einmal den fünften Platz bei den Europameisterschaften und den siebten Platz bei den Weltmeisterschaften.